# Тримата мускетари (филм, 1993)
Вижте пояснителната страница за други значения на Тримата мускетари.
„Тримата мускетари“ е екранизация на Уолт Дисни на класическата книга на Александър Дюма - баща „Тримата мускетари“ от 1993. Режисьор е Стивън Херек, а сценарист – Дейвид Луъри. Участват Кийфър Съдърланд, Чарли Шийн, Крис О'Донъл, Оливър Плат и др.
Филмът разказва за приключенията на д'Артанян и тримата мускетари (Атос, Портос и Арамис) и неговата мечта да стане кралски мускетар. В адаптацията са включени много сцени, неприсъстващи в книгата, като например разпускането на мускетарския корпус в началото на филма.
Връзката между Атос и Милейди де Уинтър във филма е по-близка, отколкото в книгата. В книгата Милейди се омъжва за Атос и той веднъж открива хералдическа лилия на рамото ѝ, след което я обесва и я оставя да лежи мъртва. Тя оцелява и бяга, като същевременно планира отмъщението си. Във филма Милейди обича Атос. Щом той открива, че любимата му е престъпник, той я изгонва от земята си, но скоро осъзнава грешката си. Тогава в книгата тя става антагонистът. Във филма тя е по-добър герой – тя дава нужната на мускетарите информация преди да скочи от скала.

## Сюжет
Внимание:  Текстът по-долу разкрива сюжета на произведението (или части от него)!
Следвайки стъпките на баща си, д'Артанян (Крис О'Донъл) отива в Париж с мечтата да стане кралски мускетар. Преследване е от Жерар и неговите братя, защото поругал честта на сестра им.
По това време генерал Рошфор и кардинал Ришельо, първият министър на краля, разпускат мускетарския корпус и дават функциите му на кардиналската гвардия. Само трима мускетари отказват да се подчинят на заповедта за разпускане – Атос (Кийфър Съдърланд), Портос (Оливър Плат) и Арамис (Чарли Шийн).
Когато достига Париж, той се среща с тримата мускетари, с всеки от които си насрочват дуел. Всички дуели се оказват в един ден.
Когато отива до Развалините за първия дуел, среща за голяма изненада, Атос, Портос и Арамис, облечени като мускетари. Но преди дуелите да започнат, капитанът на кардиналската гвардия идва и дава заповед възпротивилите се мускетари да бъдат арестувани.
Д'Артанян се включва в съпротивата на тримата мускетари. Тъй като младежът се забавя, мускетарите го оставят и си тръгват. Той е арестуван, след като идват още хора от кардиналската гвардия.
Докато прави опит да избяга, Д'Артанян се натъква на разговор между Кардинал Ришельо и Милейди де Уинтър, където той ѝ дава договор с Бъкингамския дук на Англия. Преди обаче да види кардиналския шпионин, който да занесе договора в Англия, е хванат и изпратен за екзекуция следващата сутрин.
На екзекуцията д'Артанян е спасен от Портос и Арамис и бяга с личната каляска на кардинала. Докато разкрива плановете на кардинала, мускетарите решават да спрат кардиналския шпионин и да научат неговите планове.
През нощта четиримата спират в един хан, за да си починат. Атос разказва на д'Артанян историята на граф, който се влюбил в красива жена, но щом открива, че е била осъдена на екзекуция, я предава на властите.
Те решават да действат и Атос изпраща д'Артанян да пресрещне шпионина на кардинала. Но спира в средата на пътя, защото е изтощен. Когато се събужда, той се озовава без оръжие и дрехи в дома на Милейди де Уинтър. Без да знае кой е шпионина, той ѝ разказва за плановете си, но тя се опитва да го убие. Тогава д'Артанян я убеждава да го запази жив. Когато те се опитват да избягат с лодка в Англия, екипажът вече е убит от Портос и Арамис.
Милейди се опитва да избяга, но е пресрещната от Атос, който я разпознава и нарича Сабин. Той се изненадва да я види, защото е мислел, че е мъртва. Той разкрива, че той е графът от своята история и Сабин е жената, която той гони. По-късно тя е арестувана от своя девер, тъй като е убила своя съпруг, Лорд де Уинтър, и е осъдена на смърт чрез екзекуция.
Мускетарите вземат договора и научават, че кардинал Ришельо иска да направи нещо на рождения ден на крал Луи XIII. Атос се опитва да разбере какво е това, като посещава Сабин в килията ѝ. Тя му казва, че ще каже истината само ако Атос спре утрешната екзекуция. Той казва, че не може и Милейди не разрива какъв е плана на кардинала.
По време на екзекуцията, точно когато Милейди навежда глава за палача, Атос го спира и иска прошка от нея за своето предателство. Тя приема и му прошепва, че Ришельо планира да убие краля, преди да скочи от скала и да се самоубие.
След като разбират плана на кардинала, тримата мускетари тайно събират останалите от корпуса, за празненството за рождения ден на краля. Рошфор и Ришельо вземат под наем пушка, за да убият краля. По това време д'Артанян вече е готов да спре убийството на краля, но куршумът пропуска своята мишена и кардиналът обвинява мускетарите в тълпата за опит за убийство.
Атос, Портос и Арамис повдигат своите плащове, за да покажат мускетарските си туники и да се изправят срещу кардиналската гвардия. Междувременно мъже от тълпата се присъединяват към тях и разриват, че те самите са мускетари. Започва битка между мускетари и кардиналска гвардия, която обхваща двореца. Ришельо взема краля и кралицата за заложници и се опитва да ги вкара в тъмницата долу. Арамис го пресреща, но кардинала го прострелва в гръдния кош.
Атос се дуелира с Рошфор, но д'Артанян прекъсва битката, за да спаси Атос и се бие с генерала. Той успява да го надвие и си връща бащината шпага. По това време Атос и Портос откриват Арамис, съвземат го и последват Ришельо в тъмницата и го спират преди да убие краля и кралицата.
Скоро след това д'Артанян побеждава Рошфор и когато кралят го пита с какво да го възнагради, той му отговаря, че е дошъл в Париж с мечтата да бъде мускетар. Луи ХІІІ скоро го провъзгласява за такъв.
Когато излиза пред двореца, той се среща с Жерар и братята му, които го предизвикват на дуел. Но заедно с д'Артанян идват всички мускетари и братята бягат панически.

## Саундтрак
Саундтракът на филма се състои единствено от хитовата песен All For Love на Браян Адамс, Род Стюарт и Стинг.

## Участват
- Чарли Шийн – Арамис
- Кийфър Съдърланд – Атос
- Оливър Плат – Портос
- Крис О'Донъл – Д'Артанян
- Тим Къри – Ришельо
- Ребека де Морни – Милейди де Уинтър
- Майкъл Уинкот – Генерал Рошфор
- Габриел Ануар – Ана Австрийска
- Пол Макган – Жерард/Жусак
- Жули Делпи – Констанс
- Хю О'Конър – Луи XIII